# Adi Hütter
Adolf Hütter, mais conhecido como Adi Hütter (Hohenems, 11 de fevereiro de 1970), é um treinador e ex-futebolista austríaco que atuava como meia. Atualmente está no Monaco.

## Carreira
Tendo jogado toda sua carreira futebolística profissional em seu país nativo, com destaque em sua passagem pelo Austria Salzburg, entre 1993 e 2000, antes do clube se tornar propriedade da empresa de bebidas energéticas Red Bull, e também ter chegado a jogar 14 partidas pela seleção austríaca, Hütter começara sua carreira como treinador no próprio Salzburg, pouco depois da Red Bull comprá-lo, trabalhando na equipe reserva (ele chegara a jogar seus dois últimos ano na equipe, entre 2005 e 2007). 
Hütter obteve seu primeiro sucesso como treinador no Grödig, quando conquistou seu primeiro título como técnico, ao levar o pequeno clube à conquista 2. Liga, a segunda divisão austríaca, na temporada 2012/13, além de levar o clube ao terceiro lugar na temporada seguinte, na Bundesliga, dando uma vaga ao time na Liga Europa. O sucesso o levou a ser contratado para treinar a equipe principal do Red Bull Salzburg, no lugar de Roger Schmidt, que estava saindo para assumir o alemão Bayer Leverkusen. Hütter permaneceu apenas um ano na equipe, conquistando a dobradinha local ao vencer o campeonato e a Copa da Áustria. 
Quase três meses após sua saída, assumiu o comando do suíço Young Boys, quebrando a hegemonia de oito anos do Basel, quando conquistou o título na temporada 2017/18, após dois vice-campeonatos para o mesmo. O título acabou lhe rendendo uma transferência para o alemão Eintracht Frankfurt, onde, em seu primeiro ano, a equipe se tornou uma sensação e alcançou às semifinais da Liga Europa (competição que disputara a final como jogador, quando estava no Salzburg, na temporada 1993/94) com Hütter sendo considerado como o melhor treinador no futebol alemão naquele ano.

## Títulos

### Como jogador
Austria Salzburg
- Bundesliga: 1993/94, 1994/95, 1996/97
- Supercopa da Áustria: 1994, 1995, 1997

Grazer
- Copa da Áustria: 2001/02

### Como treinador
Grödig
- 2. Liga: 2012/13

Red Bull Salzburg
- Bundesliga: 2014/15
- Copa da Áustria: 2014/15

Young Boys
- Super Liga Suíça: 2017/18